# Zob Ahan Esfahan BC
Il Zob Ahan Esfahan Basketball Club (باشگاه بسکتبال ذوب‌آهن اصفهان, in lingua persiana), è una società professionistica di basket con sede nella città di Esfahan, in Iran, che compete nella massima competizione nazionale, la Iranian Basketball Super League.
La squadra fa parte della società polisportiva dell' Zob Ahan Cultural and Sport Club, che tra le sue varie sezioni sportive annovera anche una squadra di calcio, una sezione di pallavolo, una di pallamano ed una di atletica leggera. I colori sociali della squadra sono il Bianco ed il Verde.
La società è di proprietà ed è sponsorizzata dalla Azienda dell'acciaio di Esfahan, un'azienda iraniana di produzione dell'acciaio con sede a Esfahan, la terza del paese, controllata dal Ministero dell'industria, delle miniere e del commercio dell'Iran. La squadra per tale motivo ha assunto la denominazione di Zob Ahan Esfahan Basketball Club, essendo la società mineraria conosciuta in persiano anche con il nome di Zob Ahan.

## Storia
La polisportiva venne fondata nel 1969 e tra la fine degli anni ottanta e gli inizi degli anni novanta, la squadra è una di quelle che danno vita alla Division One, competizione che si svolgeva prima della nascita della Iranian Basketball Super League. Il Zob Ahan nella stagione 1993-1994 per la prima volta nella sua storia vince il titolo nazionale, riuscendo a confermarsi come campione dell'Iran anche nell'annata successiva; la squadra di Esfahan si riesce ad imporre come una delle principali squadre della lega e dopo essere arrivata in finale anche nella stagione 1994-1995, dove però venne sconfitto dal Paykan Tehran, la squadra vince il suo terzo titolo l'anno successivo riuscendo ad avere la meglio sempre sul Paykan Tehran in finale. La sfida con la squadra di Tehran si ripetette per il terzo anno consecutivo nella stagione 1997-1998, con il Zob Ahan che uscì nuovamente sconfitto.

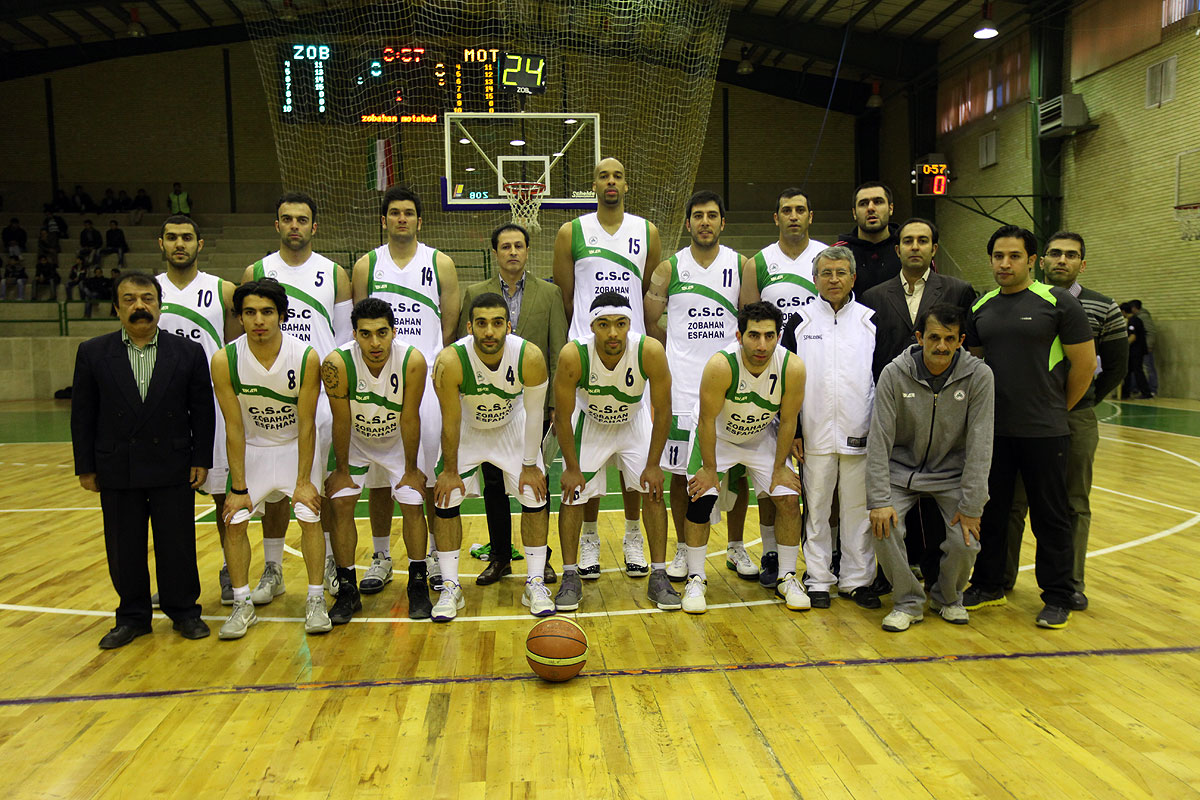
La squadra della stagione 2011-2012

Nella stagione 1998-1999, i Verdi furono una delle squadre a prendere parte alla prima stagione della Iranian Basketball Super League; la squadra mantenne la competitività mostrata negli anni precedenti riuscendo a vincere le prime quattro edizioni della competizione, da quella di apertura del 1998-99 fino alla stagione 2001-2002, annata in cui la squadra vince il suo settimo e fino ad ora ultimo titolo nazionale nella sua storia.
Nella stagione 2021-2022, dopo vari anni in cui la squadra non era riuscita ad essere più competitiva arrivando addirittura per alcune stagione a dover giocare nella Prima Divisione, il Zob Ahan è arrivato fino alla finale della Iranian Basketball Super League dove però si è dovuto arrendere allo Shahrdari Gorgan che si è imposto per 3-1 nella serie giocata alla meglio delle cinque partite. Il secondo posto in quella edizione del campionato ha però permesso alla squadra di prendere parte all'edizione inaugurale della FIBA West Asia Super League nella stagione 2022-2023; nella competizione il Zob Ahan ha superato la fase a girone ma si è dovuto arrendere prima nella serie semifinale della sottozona, sempre contro i rivali nazionali dello Shahrdari Gorgan, per poi perdere anche la finalina contro il Beirut Club concludendo quindi al quarto posto la West League, mancando così la qualificazione per le final 8.

## Palmarès

### Titoli Nazionali
Iranian Basketball Super League
- Campione (7): 1993-1994, 1994-1995, 1996-1997, 1998-1999, 1999-2000, 2000-2001, 2001-2002
- Secondo posto (3): 1995-1996, 1997-1998, 2008-2009, 2009-2010, 2010-2011, 2021-2022

## Organico

### Roster 2023-2024
Il roster per la stagione 2023-2024 
|    | Naz.                   | Ruolo | Sportivo                   | Anno | Alt. | Peso |  |
| -- | ---------------------- | ----- | -------------------------- | ---- | ---- | ---- |  |
| 0  | Stati Uniti (bandiera) | AP    | Jamail Jones               | 1992 | 201  | 89   |  |
| 1  | Iran (bandiera)        | G     | Rasoul Mozafari            | 1994 | 188  | 78   |  |
| 2  | Iran (bandiera)        | C     | Mahdi Moradinasab          | 1992 | 202  | 101  |  |
| 7  | Iran (bandiera)        | PG    | Aren Davoudichegani        | 1986 | 185  | 82   |  |
| 8  | Iran (bandiera)        | G     | Ali Kashani                | 2000 | 186  | 80   |  |
| 12 | Iran (bandiera)        | C     | Asghar Kardoust            | 1986 | 212  | 103  |  |
| 13 | Iran (bandiera)        | AP    | Hossien Makarian           | 2001 | 195  | 88   |  |
| 20 | Stati Uniti (bandiera) | PG    | Dwight Buycks              | 1989 | 191  | 86   |  |
| 21 | Iran (bandiera)        | AG    | Rouzbeh Arghavan           | 1988 | 214  | 104  |  |
| 55 | Iran (bandiera)        | G     | Siamak Torabikhah          | 1992 | 188  | 86   |  |
| 99 | Iran (bandiera)        | AG    | Mohammadreza Akbari Bishes | 1996 | 199  | 95   |  |

### Staff tecnico
| Ruolo           | Nome           |
| --------------- | -------------- |
| Capo Allenatore | Farzad Kouhian |